# Nobody (filme)
Nobody (bra: Anônimo; prt: Ninguém) é um filme de ação e suspense produzido nos Estados Unidos, com direção de Ilya Naishuller, e roteiro de Derek Kolstad. No elenco estão os atores Bob Odenkirk, Aleksei Serebryakov, Connie Nielsen, e Christopher Lloyd. Além de protagonista, Bob Odenkirk, também atuou como parte da equipe de produção, juntamente com David Leitch. O ator Tobey Maguire também atuou como produtor executivo.
As filmagens ocorreram em Los Angeles, e após o lançamento mundial, o filme arrecadou um total de US$ 57 milhões em bilheteria, com um orçamento inicial de US$ 16 milhões.
No Brasil, foi distribuído pela Universal Pictures.

## Sinopse
Mansell (Odenkirk) é um pacato pai e marido que sempre arca com as injustiças da vida, sem revidar. Quando dois ladrões invadem sua casa, Hutch se recusa a defender a si mesmo e sua família na esperança de evitar qualquer violência, desapontando seus familiares com sua passividade. As consequências do incidente acabam despertando uma raiva latente nele, desencadeando instintos adormecidos e impulsionando-o em um caminho brutal.

## Elenco
- Bob Odenkirk como Hutch Mansell
- Aleksei Serebryakov como Yulian Kuznetsov
- Connie Nielsen como Becca Mansell
- Christopher Lloyd como David Mansell
- Michael Ironside como Eddie Williams
- Colin Salmon como O barbeiro
- RZA como Harry Mansell
- Billy MacLellan como Charlie Williams,
- Paisley Cadorath como Sammy Mansell
- Gage Munroe como Blake Mansell
- Paisley Cadorath como Abby Mansell
- Aleksandr Pal como Teddy Kuznetsov
- Araya Mengesha como Pavel

## Recepção
Nobody recebeu avaliações positivas tanto da crítica quanto do público. O filme recebeu 84% de aprovação no Rotten Tomatoes, e uma pontuação favorável de 64 entre 0 e 100 no Metacritic. No CinemaScore, foi avaliado com nota  "A-" pelos espectadores.

## Sequência
No mês de junho de 2021, o roteirista Derek Kolstad, embora ainda aguardando uma aprovação do estúdio, divulgou que estaria trabalhando em uma sequência de Nobody. Alguns meses antes, a atriz Connie Nielsen que estrelou como Becca, também havia declarado um interesse em reprisar seu papel em uma continuação do filme. Em agosto de 2022, David Leitch, que também atuou na produção, confirmou o andamento do roteiro, assegurando compromisso do estúdio na sequência. No fim de 2022, Kelly McCormick, que é casada com David Leitch, anunciou que a sequência já estaria em desenvolvimento, com o início das filmagens em 2023.

## Crossover com a franquia John Wick
Durante o anúncio da sequência, Derek Kolstad, que também é cocriador da franquia John Wick, chegou a mencionar a possibilidade de crossover entre os dois filmes. O interesse na colaboração também foi apoiado pelo diretor Ilya Naishuller, já que ambos os filmes partilhavam envolvimento com a mesma produtora, 87North Productions. Kolstad reforçou que a interação entre os dois filmes se daria de forma minimalista, tal como um easter-egg, destacando que os protagonistas John Wick, e Hutch Mansell, poderiam estar lado a lado caso compartilhassem um maior tempo de tela.